# Wiebke Meinhold
Wiebke Meinhold (* 1977 in Dessau) ist eine deutsche Altorientalistin.

## Leben
Nach dem Studium (1996–2001) der Fächer Assyriologie, Semitistik und Griechisch in Heidelberg und Leiden (2001 Magistra Artium) absolvierte Meinhold von 2001 bis 2006 ein Promotionsstudium der Assyriologie in Leipzig und Heidelberg. Nach der Promotion 2006 war sie von 2006 bis 2010 wissenschaftliche Mitarbeiterin der Forschungsstelle Edition literarischer Keilschrifttexte aus Assur der Heidelberger Akademie der Wissenschaften. Nach der Habilitation 2019 ist sie seit 2020 Professorin für Altorientalische Philologie an der Universität Tübingen.
Meinholds Forschungsschwerpunkte sind Kulturgeschichte des Alten Orients, Religionsgeschichte des Alten Orients, Gottesvorstellungen in Mesopotamien und Rechts- und Sozialgeschichte des Alten Orients.

## Schriften (Auswahl)
- Ištar in Aššur. Untersuchung eines Lokalkultes von ca. 2500 bis 614 v. Chr. Münster 2009, ISBN 978-3-86835-032-6.
- Ritualbeschreibungen und Gebete III. Wiesbaden 2017, ISBN 3-447-11090-2.